# Бранко Гавела
Бранко Гавела (на хърватски: Branko Gavella) (1885-1962) е хърватски театрален режисьор, педагог, критик и есеист.

## Биография
Роден в Загреб, по онова време в границите на Австро-Унгария, на 28 юли 1885 г. Следва философия и германистика във Виена.
В началото на кариерата си пише театрални рецензии в загребския вестник „Аграмер Тагблат“. През 1914 г. прави своя дебют като театрален режисьор в Хърватския национален театър в Загреб.
Един от радетелите за основаване на национална хърватска театрална школа и за поставянето на сцена на спектакли по творби на хърватски автори. Като истински патриот особено настоява да се представят пред публика драматични пиеси на тема хърватското историческо минало.
Гавела е режисьор на над 270 драматични спектакли, опери и оперети. В началото на 1940-те години, когато чрез българския посланик в Независимата хърватска държава Йордан Мечкаров се подписват важни културни спогодби между България и Хърватия, участник в процеса е и Бранко Гавела. По онова време Загребският национален театър и Народният театър „Иван Вазов“ в София си сътрудничат, в резултат на което се реализират 2 премиери: в София на хърватската драма „Огнище“ на Миле Будак, а в Загреб на пиесата „Майстори“ на Рачо Стоянов, чиято режисура е поверена на Бранко Гавела.
След Втората световна война работи в Братислава (Словакия), Острава (Чехия), Любляна (Словения). За работата си в Словения през 1949 г. е награден с най-високото отличие на страната, наградата „Франце Прешерн“ (на името на словенския поет Франце Прешерн).
През 1949 г. Гавела се завръща в родината си и на следващата година успява да извоюва Местната актьорска школа в Загреб да получи статут на Академия за театрално изкуство (днес наречена Академия за драматично изкуство, на хърватски: Akademija dramske umjetnosti).
През 1953 г. Бранко Гавела слага началото на създаването на драматичен театър в Загреб (днес той носи неговото име – Драматичен театър „Бранко Гавела“).
Гавела също така е автор на литературни трудове с важно значение за хърватското театрално изкуство. Това са монографиите:
- „Хърватското актьорско изкуство“ (Hrvatsko glumište);
- „Актьорът и театърът“ (Glumac i kazalište);
- „Литературата и театърът“ (Književnost i kazalište).

Гавела е съдия на първия мач от футболното първенство на територията на днешна Хърватия – по време на мача между „Кроация“ и „Типографски“ през септември 1912 г.